# Miroir pelliculaire

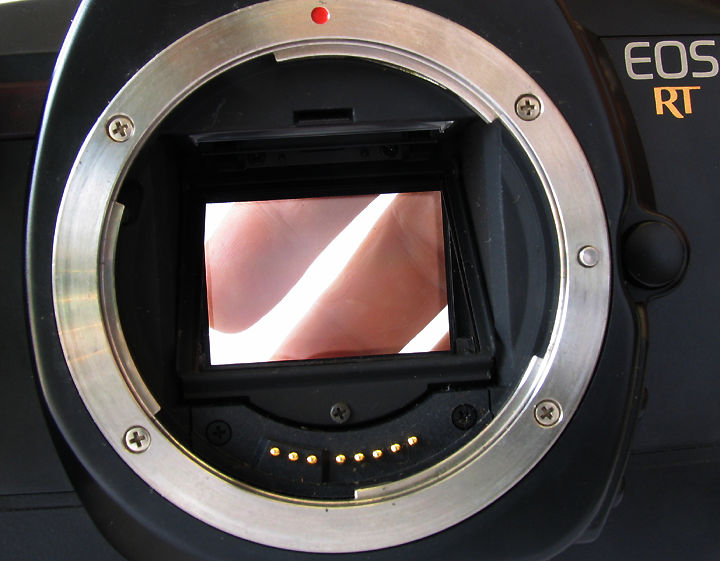
Le miroir pelliculaire du Canon EOS RT

Un miroir pelliculaire est un miroir semi-transparent ultra-mince et ultra-léger placé dans le trajet lumineux d'un instrument optique, divisant le faisceau lumineux en deux faisceaux distincts, tous deux d'intensité lumineuse réduite. La division du faisceau permet son utilisation à plusieurs fins simultanément. La finesse du miroir élimine pratiquement le doublement du faisceau ou de l'image causé par une seconde réflexion faible non coïncidente sur la surface nominalement non réfléchissante, un problème avec les séparateurs de faisceau de type miroir. Le nom pellicule est un diminutif de pellis, une peau ou une pellicule.

## En photographie
En photographie, le miroir pelliculaire a été utilisé dans les appareils photo reflex mono-objectif, d'abord pour permettre la mesure de l'exposition à travers l’objectif et éventuellement pour réduire le flou de bougé, mais plus tard avec plus de succès pour permettre la photographie en série rapide, qui autrement serait ralentie par le mouvement du miroir reflex, tout en maintenant une vision constante dans le viseur.
Cependant, les premiers miroirs pelliculaires utilisés pour la photographie grand public ont été utilisés dans les appareils photo à séparation des couleurs. L'appareil photo tricolore Devin, au moins dans sa version de 1938, utilisait deux miroirs pelliculaires et trois filtres colorés pour diviser l'image issue d'un seul objectif en trois images des trois couleurs primaires additives. Les miroirs pelliculaires sont idéaux à cet effet, même aujourd’hui, car ils sont plus légers et moins chers qu’un bloc optique de prismes dichroïques, qui serait lourd et coûteux pour des films ou des plaques à haute résolution de grande dimension.
L’appareil photo reflex conventionnel est doté d'un miroir reflex mobile qui dirige le faisceau lumineux de l’objectif vers l'écran de mise au point du viseur, qui remonte lorsque la prise de vue est effectuée et provoque l'assombrissement du viseur. Cette action ajoute un délai entre l'appui sur le déclencheur et l’exposition réelle du film.
Le premier appareil photo à utiliser le miroir pelliculaire comme séparateur de faisceau pour le viseur a été le Canon Pellix, lancé par Canon Camera Company Inc. au Japon en 1965. L'objectif était d’effectuer la mesure de l'exposition à travers l'objectif (TTL), qui a été mise au point par Tokyo Kogaku KK, au Japon, dans le Topcon RE Super de 1963. Il utilisait une cellule de mesure CdS placée derrière le miroir reflex qui avait des fentes étroites découpées dans sa surface pour permettre à la lumière d’atteindre la cellule. Canon a amélioré l'idée en rendant le miroir semi-translucide et fixe. La cellule de mesure est basculée dans le trajet de la lumière derrière le miroir en actionnant un levier situé à l'avant droit de l'appareil photo pour arrêter la lecture de l'exposition, ce qui assombrit momentanément le viseur. Les deux tiers de la lumière issue de l'objectif de l’appareil photo traversent le miroir, tandis que le reste est réfléchi jusqu'à l'écran du viseur. Le miroir pelliculaire du Pellix était un film en mylar ultra-mince (0,02 mm) avec une couche semi-réfléchissante déposée en phase vapeur. Comme il n’y avait pas d'obscurcissement par le miroir, l'utilisateur pouvait voir l'image au moment de la prise de vue.
L'appareil photo reflex 35 mm suivant à utiliser le miroir pelliculaire est le Canon F-1 High Speed, sorti lors des Jeux olympiques de 1972, l'objectif étant la photographie en série rapide, difficile à obtenir à l’époque avec un miroir mobile. La conception du miroir était le même que dans le Pellix. En 1984, Canon a sorti une autre version de son « New F-1 », qui a atteint un record de 14 images par seconde, étant le reflex argentique le plus rapide de l’époque.
Nippon Kogaku KK, au Japon, a présenté son Nikon F2H à grande vitesse en 1976. Le miroir est une miroir pelliculaire plutôt qu'un miroir conventionnel argenté sur la face avant qui pivote hors du chemin de la lumière lorsque de la prise de vue. Pour identifier le F2H, on notera que la molette de vitesse d'obturation n'a pas de T, B ou 1/2000 ; qu'il n'a pas de retardateur et dispose d'un écran de mise au point de type B non amovible.
Deux autres modèles Canon ont été produits avec des miroirs pelliculaires, l'EOS RT et l'EOS-1N RS, le RT étant basé sur l'EOS 600/EOS 630 et le 1N RS basé sur l'EOS-1N.
Au fur et à mesure que le développement des appareils photo reflex a progressé depuis ces premiers modèles, la prise de vue en séquence rapide est devenue possible en utilisant des miroirs mobiles ordinaires dans les appareils photo à grande vitesse, ce qui a permis de se débarrasser du miroir pelliculaire vulnérable qui était sujet à la poussière et à la saleté. Le mécanisme des miroirs des appareils photo reflex conventionnels s'est amélioré depuis l'introduction du miroir Pellix ; Le viseur n'est sombre que pendant une très courte période, le décalage de l'obturateur est faible et le retour du miroir est suffisamment rapide pour une prise de vue rapide. Les appareils photo reflex numériques sont capables de prendre dix images ou plus par seconde en utilisant un miroir à retour instantané.

## Concept Sony SLT
Sony a introduit des appareils photo avec des miroirs pelliculaires en plastique, qu'il décrit comme des appareils photo « mono-objectif translucides ». Ces appareils détournent une partie de la lumière entrante vers une unité de mise au point automatique à détection de phase, tandis que la lumière restante frappe un capteur d’image numérique. Les appareils photo Sony « SLT » utilisent un viseur électronique (EVF) permettant de vérifier et d'ajuster visuellement la valeur d'exposition, la balance des blancs et d'autres paramètres avant de prendre une photo, bien que le viseur électronique affiche généralement une plage dynamique beaucoup moins grande que le capteur. Le taux de rafraîchissement du viseur est limité par le temps qu'il faut au capteur pour obtenir une exposition utilisable ; ainsi, en basse lumière, la fréquence d'images du viseur peut être aussi faible que quatre images par seconde. Les appareils photo « SLT » n'ont pas non plus de vues en temps réel à des vitesses de prise de vue élevées, lorsque le viseur affiche la dernière photo prise au lieu de celle en cours de prise – un phénomène comparable à certains reflex plus anciens qui ne peuvent atteindre leur vitesse de rafale maximale qu'avec le verrouillage du miroir (en).

## Caméras de cinéma
Peu de caméras argentiques ont été fabriquées qui utilisent le miroir pelliculaire. La plus ancienne est probablement la Pathé WEBO M, m pour membrane, de 1946. Avec cette caméra, la lumière est réfléchie latéralement dans une lentille de viseur plan-convexe primaire, le côté plan étant partiellement ou entièrement dépoli. Une autre caméra de cinéma amateur française avec un miroir pelliculaire est la Christen Reflex pour film Double-Eight. Elle a été fabriquée à partir de 1960 et offre une déviation légèrement inclinée. Plus tard, en 1967, les caméras professionnelles Mitchell NCR et BNCR ont été équipées d’un viseur pelliculaire. En Union soviétique en 1970 est apparue la Kiev 16 Alpha, également dotée d'un système de viseur à miroir pelliculaire qui dévie l'image strictement verticalement.

## Avantages et inconvénients
Avantages d’un miroir pelliculaire :
- L'utilisateur dispose d’une vue ininterrompue à travers le viseur lors d'une prise de vue.
- Il n'y a pas de vibration due au mouvement du miroir, ce qui réduit les tremblements et les bruits audibles. En même temps, le système est dépourvu de jeu ou de contrecoup.
- Le délai d’obturation peut être réduit et les photos prises à un rythme plus rapide, par rapport aux systèmes utilisant un miroir reflex.
- Permet l'autofocus à détection de phase en continu pendant la vidéo, la visée par l'écran ou le mode de prise de vue en continu.

Inconvénients d’un miroir pelliculaire :
- Le miroir pelliculaire provoque une perte de lumière allant jusqu’à 1/3 de stop au niveau du récepteur et une perte de lumière correspondante de 2 stops dans le viseur.
- Le miroir doit être maintenu parfaitement propre, sinon le capteur d'image et les autres composants électroniques (ainsi que la qualité de l'image) en souffriront.
- En raison de sa finesse, le miroir pelliculaire est fragile, ce qui le rend difficile à nettoyer.
- Comme le viseur ne s’assombrit pas, il n’y a aucune indication visuelle que l’obturateur s’est déclenché. Cela pourrait être un problème dans un environnement bruyant où l'obturateur ne peut pas être entendu.

## Appareils
- Devin Colorgraph Company
  - Devin Tricolor Camera (1938)[8]
- Canon
  - Canon Pellix (1965)
  - Canon Pellix QL (1966)
  - Canon F-1 High Speed Motor Drive (pour les jeux olympiques d'hiver de 1972)
  - Canon New F-1 High Speed Motor Drive (pour les jeux olympiques d'été de 1984)
  - Canon EOS RT (1989)
  - Canon EOS-1N RS (1994)
- Nikon
  - Nikon F High Speed (1976)[9]
  - Nikon F2H (1978)
  - Nikon F3H (pour les jeux olympiques d'hiver de 1998 à Nagano)
- Sony
  - Sony α33 (SLT-A33) (2010)
  - Sony α35 (SLT-A35) (2011)
  - Sony α37 (SLT-A37) (2012)
  - Sony α55 (SLT-A55) / Sony α55V (SLT-A55V) (2010)
  - Sony α57 (SLT-A57) (2012)
  - Sony α58 (SLT-A58) (2013)
  - Sony α65 (SLT-A65) / Sony α65V (SLT-A65V) (2011)
  - Sony α68 (ILCA-68) (2015)
  - Sony α77 (SLT-A77) / Sony α77V (SLT-A77V) (2014)
  - Sony α77 II (ILCA-77M2) (2014)
  - Sony α99 (SLT-A99) / Sony α99V (SLT-A99V) (2012)
  - Sony α99 II (ILCA-99M2) (2016)